# برج‌های کپیتال
برج‌های کپیتال (انگلیسی: Capital Towers) آسمان‌خراش متعلق به شرکت کپیتال گروپ مستقر در شهر مسکو است، که پروژه ساخت آن در سال ۲۰۱۷ آغاز شد و در سال ۲۰۲۱ به بهره‌برداری رسید.